# Melisa hancocki
Melisa hancocki is een vlinder uit de familie spinneruilen (Erebidae), onderfamilie beervlinders (Arctiinae). De wetenschappelijke naam van de soort is voor het eerst geldig gepubliceerd in 1936 door Jordan.
Deze nachtvlinder komt voor in tropisch Afrika.